# يوكا رايتالا
يوكا رايتالا (Jukka Raitala؛ كيرافا، 15 سبتمبر 1988) لاعب كرة قدم فنلندي يلعب حاليا لصالح نادي الدرجة الأولى هوفينهايم الألماني منذ 2009 في مركز قلب الدفاع .

## روابط خارجية
- يوكا رايتالا على موقع الاتحاد الدولي (مؤرشف)  (الإنجليزية)
- يوكا رايتالا على موقع الاتحاد الأوربي (الإنجليزية)
- يوكا رايتالا على موقع اتحاد النرويج (النرويجية)
- يوكا رايتالا على موقع الدوري الأمريكي (الإنجليزية)
- يوكا رايتالا على موقع إي إس بي إن إف سي (الإنجليزية)
- يوكا رايتالا على موقع قاعدة بيانات كرة القدم.إي يو (الإنجليزية)
- يوكا رايتالا على موقع بيانات كرة القدم. دي إي (الألمانية)
- يوكا رايتالا على موقع ناشيونال فوتبول تيمز (الإنجليزية)
- يوكا رايتالا على موقع Soccerbase.com (لاعب) (الإنجليزية)
- يوكا رايتالا على موقع Soccerway.com (الإنجليزية)